# Ржанский, Василий Васильевич
Васи́лий Васи́льевич Ржа́нский (1922—2002) — советский военнослужащий. В Рабоче-крестьянской Красной Армии и Советской Армии служил с августа 1941 года по январь 1948 года. Участник Великой Отечественной войны. Полный кавалер ордена Славы. Воинское звание — старшина.

## Биография

### До войны
Василий Васильевич Ржанский родился 20 февраля 1922 года в деревне Туманская Поперня Городнянского уезда Черниговской губернии Украинской ССР (ныне в составе села Грибова Рудня Репкинского района Черниговской области Украины) в крестьянской семье. Украинец. Окончил 5 классов школы в 1936 году. Затем уехал на заработки в Донбасс. До призыва на военную службу работал мастером по обжигу кирпича на кирпичном заводе в посёлке Авдеевка Сталинской области.

### На фронтах Великой Отечественной войны
В ряды Рабоче-крестьянской Красной Армии В. В. Ржанский был призван Авдеевским районным военкоматом Сталинской области 18 августа 1941 года. Прошёл военную подготовку в учебном отряде Черноморского флота. В октябре в составе морской стрелковой бригады убыл на Карельский фронт. Воевал разведчиком разведывательной роты. К началу 1943 года старшина 2-й статьи В. В. Ржанский уже имел на своём боевом счету 10 захваченных «языков».
Зимой 1944 года в результате успешного проведения операции «Январский гром» была окончательно снята блокада Ленинграда, а немецко-фашистские войска были отброшены от города более чем на 200 километров. Однако с севера Ленинграду продолжали угрожать финские войска. Задача по ликвидации этой угрозы была поставлена перед соединениями Карельского и Ленинградского фронтов. Перед началом Выборгско-Петрозаводской операции морские пехотинцы бригады, в которой воевал В. В. Ржанский, пополнили полки переданной в состав Карельского фронта 310-й стрелковой дивизии. Василий Васильевич в звании старшины был назначен командиром отделения 8-й стрелковой роты 1082-го стрелкового полка. Он особенно отличился в боях в Северном Приладожье на суоярвинском направлении.

### Орден Славы III степени
С началом Свирско-Петрозаводской операции Выборгско-Петрозаводского стратегического плана утром 21 июня 1944 года 310-я стрелковая дивизия под командованием полковника Н. А. Кощиенко на подручных средствах форсировала реку Свирь и, освободив райцентр посёлок Подпорожье, развила стремительное наступление по болотисто-лесистой местности общим направлением на Коткозеро. За период с 21 июня по 2 июля она продвинулась вперёд более чем на 100 километров. Освободив 40 населённых пунктов и истребив до 1000 солдат и офицеров противника, дивизия выполнила поставленную боевую задачу, перерезав шоссе Петрозаводск-Сортавала в районе села Ведлозеро, за что получила благодарность Верховного Главнокомандующего. 2 июля части дивизии продолжили наступление. 1082-й стрелковый полк полковника Г. Ф. Барашкова наступал в направлении крупного железнодорожного узла станции Суоярви. 8 июля при прорыве сильно укреплённой обороны противника у деревни Котаярви старшина В. В. Ржанский личным примером поднял своё отделение в атаку. Первым ворвавшись во вражескую траншею, Василий Васильевич со своими бойцами в рукопашной схватке уничтожил 23 финских солдат.
Сломив сопротивление неприятеля, 1082-й стрелковый полк вышел на подступы к Суоярви. Старшина Ржанский как опытный разведчик получил задачу вскрыть оборону финских подразделений, оборонявших станцию. 11 июля Василий Васильевич со своими бойцами, действуя в разведке, уточнил наличие и расположение огневых точек противника, благодаря чему его 8-я рота в составе 3-го батальона с относительно малыми потерями ворвалась в населённый пункт. В ходе уличного боя в Суоярви Ржанский был ранен, но остался в строю до полного выполнения боевой задачи полка. За образцовое выполнение заданий командования и проявленные при этом доблесть и мужество приказом от 31 июля 1944 года старшина В. В. Ржанский был награждён орденом Славы 3-й степени (№ 78420).

### Орден Славы II степени
После освобождения Суоярви части 310-й стрелковой дивизии уже под командованием полковника Н. В. Рогова продолжали с боями продвигаться к финской границе. К 10 августа 1944 года линия фронта стабилизировалась на рубеже Кудама-губа—Куолисмаа—Лоймола—Питкяранта. В связи с ожиданием скорого заключения мира с Финляндией и выхода её из войны боевые действия в Карелии практически прекратились. Перемирие между странами было юридически оформлено 19 сентября, но до ноября 1944 года 310-я стрелковая дивизия продолжала занимать позиции недалеко от советско-финской границы, после чего была выведена в резерв Ставки Верховного Главнокомандования. В этот период Василий Васильевич снова вернулся в разведку, приняв под командование отделение разведвзвода 1082-го стрелкового полка.
В феврале 1945 года дивизия полковника Рогова была переброшена на 2-й Белорусский фронт и, войдя в состав 134-го стрелкового корпуса 19-й армии, с ходу включилась в Восточно-Померанскую операцию. 27 февраля во время боя за город Хаммерштайн старшина В. В. Ржанский, действуя в составе взвода пешей разведки впереди основных сил полка, зашёл со своим отделением в тыл противника и, воодушевляя своих бойцов личным примером, дерзко атаковал сильно укреплённое здание, превращённое немцами в опорный пункт. Ворвавшись внутрь, он огнём из автомата уничтожил 10 вражеских солдат, а одного захватил в плен. Позднее от пленного были получены ценные сведения о противнике.
На следующий день старшина Ржанский участвовал в штурме города Бублиц. Взятие этого крупного узла немецкой обороны открыло частям 310-й стрелковой дивизии дорогу к Балтийскому морю. Во время наступления своего полка в период с 28 февраля по 4 марта 1945 года Василий Васильевич вместе с другими разведчиками своего взвода непрерывно вёл разведку маршрута. Полученная от разведгрупп информация позволяла полку быстро и с минимальными потерями решать поставленные боевые задачи по взятию опорных пунктов противника Приддаргена и Кланина, а также по захвату переправы через реку Руду в районе населённого пункта Брюкенкруг. 4 марта 1945 года 310-я стрелковая дивизия во взаимодействии с частями 3-го гвардейского танкового корпуса штурмом овладела городом Кёзлин, тем самым выполнив текущую задачу по расчленению немецкой группы армий «Висла».
После взятия Кёзлина 19-я армия продолжила наступление в восточном направлении и к середине марта вышла на подступы к Гдыне. В боях за важный морской порт противника в районе населённого пункта Виттомин в период с 16 по 23 марта 1945 года старшина В. В. Ржанский неоднократно демонстрировал образцы мужества и отваги. Так, 16 марта он с группой разведчиков, имея задачу установить конфигурацию переднего края противника и выявить его огневые средства, выдвинулся к деревне Малый Вицлин. Блокировав на окраине населённого пункта дом, он смело ворвался внутрь и в короткой схватке уничтожил двух солдат противника, а третьего захватил в плен. 20 марта Василий Васильевич получил задание установить местонахождение хорошо замаскированных пулемётных точек неприятеля, которые мешали полку продвинуться вперёд. Во время силовой разведки под шквальным пулемётным огнём, перемещаясь ползком по открытой местности, он сумел близко подобраться к переднему краю немцев и выявил три пулемётных гнезда. Геройский поступок разведчика дал возможность уничтожить огневые средства врага артиллерией.
За отличие в боях в восточной Померании старшина В. В. Ржанский дважды представлялся к ордену Славы 2-й степени. Первое представление было реализовано приказом от 27 марта 1945 года (орден за номером 13753). По второму представлению уже после окончания войны Василий Васильевич был награждён орденом Красной Звезды.

### Орден Славы I степени
28 марта 1945 года войска 2-го Белорусского фронта взяли Гдыню (Гдинген) штурмом, при этом 310-я стрелковая дивизия первой ворвалась в город и, нанеся противнику большой урон, вышла на берег Балтийского моря. После взятия Гдыни дивизия была переброшена в район населённого пункта Хаген. В рамках Штеттинско-Ростокской операции Битвы за Берлин 3 мая 1945 года она форсировала пролив Дивенов и, захватив плацдарм на острове Воллин, завязала бой за город Воллин. Пока основные силы дивизии вели уличные бои, отделение старшины В. В. Ржанского получило задачу произвести разведку населённого пункта Гросс Мократц, где противник, по сведениям командования, мог организовать мощный опорный пункт. Выдвинувшись со своими бойцами в заданный район, Василий Васильевич сумел незаметно выйти на окраину села. Наблюдение показало, что противник спешно готовит населённый пункт к обороне, намереваясь на этом рубеже задержать продвижение советских войск. Разведчики решили расстроить замысел врага. Действуя смело и решительно, они атаковали группу немецких солдат, занимавшихся оборудованием огневых точек. Часть из них была уничтожена, остальные спаслись бегством вглубь села, поднимая по дороге тревогу и сея панику. Воспользовавшись замешательством немцев, Ржанский со своими бойцами занял два крайних дома и приготовился к обороне. Противник скоро пришёл в себя и попытался уничтожить советскую разведгруппу. Атаки следовали непрерывно одна за другой, но разведчики стойко удерживали занятые позиции, нанося неприятелю большой урон в живой силе. Лично старшина Ржанский в этом бою истребил более 20 вражеских солдат. Стойкость и мужество разведчиков позволили подошедшей на помощь стрелковой роте, усиленной взводом пешей разведки, сходу ворваться в Гросс Мократц. Совместными усилиями разведчики и пехотинцы овладели населённым пунктом.
Благодаря взятию Гросс Мократца части 310-й стрелковой дивизии развили стремительное наступление на Свинемюнде. 5 мая 1945 года соединение полковника Н. В. Рогова с ходу форсировало пролив Свине, и к 8:30 того же дня главная военно-морская база кригсмарине пала. Здесь в Свинемюнде старшина В. В. Ржанский завершил свой боевой путь. В день Победы, 9 мая 1945 года, командир полка полковник Г. Ф. Барашков представил его к ордену Славы 1-й степени. Высокая награда за номером 1646 была присвоена Василию Васильевичу указом Президиума Верховного Совета СССР от 29 июня 1945 года.

### После войны
После окончания Великой Отечественной войны старшина В. В. Ржанский оставался на военной службе до января 1948 года. Демобилизовавшись, он сначала вернулся на Черниговщину. Позднее переехал в село Владимировка Николаевской области. До выхода на заслуженный отдых трудился заведующим фермой в колхозе «Путь к коммунизму». Умер 14 декабря 2002 года. Похоронен в селе Владимировка Казанковского района Николаевской области Украины.

## Награды
- Орден Отечественной войны 1-й степени (11.03.1985)[21];
- орден Красной Звезды (14.05.1945)[17];
- орден Славы 1-й степени (29.06.1945)[20];
- орден Славы 2-й степени (27.03.1945)[9];
- орден Славы 3-й степени (31.07.1944)[8];
- медали, в том числе:

медаль «За отвагу»;
медаль «В ознаменование 100-летия со дня рождения Владимира Ильича Ленина»;
медаль «За победу над Германией в Великой Отечественной войне 1941-1945 гг.».

## Документы
- Общедоступный электронный банк документов «Подвиг Народа в Великой Отечественной войне 1941—1945 гг.» Дата обращения: 4 декабря 2014. Архивировано из оригинала 13 марта 2012 года.

Орден Отечественной войны 1-й степени.
Орден Красной Звезды.
Орден Славы 1-й степени.
Орден Славы 2-й степени.
Орден Славы 3-й степени.
Учётная карточка старшины В. В. Ржанского.